# 斎藤義光
斎藤 義光（さいとう よしみつ、1919年4月23日 - 1997年4月20日）は、日本の国文学者。
北海道生まれ。東京文理科大学国文科卒。東京都立白鷗高等学校教諭、小山台高等学校校長。大妻女子大学教授。1990年定年退任、名誉教授。

## 著書
- 『若い世代のための古典鑑賞文庫　古典俳句』評論社 1976
- 『中世連歌の研究』有精堂出版 1979
- 『高校国語教育の理論と実践』教育出版センター 国語教育叢書 1979
- 『教育経営の実践と課題』教育出版センター 1984
- 『高校国語教育史』教育出版センター 国語教育叢書  1991

### 共編著
- 『学生のための俳句の鑑賞』阿部?人共著　創芸社 1953 近代文庫 現代俳句講座
- 『徒然草の研究』峯村文人共著　績文堂 1960 古典解釈シリーズ
- 『新国語要覧』三谷栄一,峯村文人共編　大修館書店 1982

## 参考
- 『高校国語教育史』著者紹介
- 『人物物故大年表』